# Algérie aux Jeux olympiques d'hiver de 1992
L'Algérie  participe aux Jeux olympiques d'hiver de 1992 à Albertville en France du 8 au 23 février 1992. Il s'agit de sa première participation à des Jeux olympiques d'hiver. La délégation algérienne est représentée par quatre athlètes en ski alpin, Nacera Boukamoum, également porte-drapeau du pays lors de la cérémonie d'ouverture.
L'Algérie fait partie des nations qui ne remportent pas de médaille durant ces Jeux olympiques. Les sportifs du ski alpin inscrits terminent 83e et 90e de l'épreuve du Super G masculin et 48e du Super G féminine, et 80e et 85e de l'épreuve du Slalom Géant masculin et 42e au féminine de pas terminer la course.

## Délégation
Comité olympique algérien sélectionne une délégation de 4 athlètes, 3 hommes et 1 femme, qui participent aux épreuves de 1 sports et 5 disciplines. La délégation algérienne, est composée neuf personnes.
Le tableau suivant montre le nombre d'athlètes algériens dans chaque discipline :
| Sport     | Discipline   | Hommes | Femmes | Total |
| --------- | ------------ | ------ | ------ | ----- |
| Ski alpin | Slalom       | 3      | 1      | 4     |
| Ski alpin | Slalom Géant | 3      | 1      | 4     |
| Ski alpin | Super-G      | 3      | 0      | 4     |
| Total     | Total        | 3      | 1      | 4     |

## Cérémonies d'ouverture et de clôture
L'Algérie fait partie, avec le Maroc, le Sénégal, le Swaziland des quatre pays d'Afrique participant à ces Jeux. La délégation algérienne, est entré après la délégation grecque et avant la délégation allemande, est la 2e des 64 délégations à entrer dans le Parc Olympique Henry Dujol d'Albertville au cours du défilé des nations durant la cérémonie d'ouverture. Le porte-drapeau du pays est la skieuse Nacera Boukamoum.
Lors de la cérémonie de clôture seul 38 des 64 nations participantes étaient représentés par leurs athlètes, les 26 pays qui n’ont pas participé à la cérémonie ont dû être remplacés par des hôtessese.

## Épreuves

### Qualification
Les quatre skieurs algériens avaient été engagés sur invitation du comité international olympique, comme tous les pays n’ayant pas des athlètes de qualité capables d’avoir des points dans les plus grands circuits internationaux en vue d’obtenir une qualification, pouvaient se qualifier sur simple invitation de l’instance olympique internationale.

### Résultat

#### Hommes

##### Super G
| Athlète            | Épreuve | Temps final   | Temps sur le 1er | Rang |
| ------------------ | ------- | ------------- | ---------------- | ---- |
| Mourad Guerri (de) | Super G | 1 min 32 s 76 | 19 s 72          | 83e  |
| Kamel Guerri (de)  | Super G | 1 min 38 s 94 | 25 s 90          | 90e  |

##### Slalom Géant
| Athlète       | Épreuve      | Temps final   | Temps sur le 1er | Rang |
| ------------- | ------------ | ------------- | ---------------- | ---- |
| Mourad Guerri | Slalom Géant | 3 min 20 s 33 | 1 min 13 s 35    | 85e  |
| Kamel Guerri  | Slalom Géant | 3 min 3 s 77  | 57 s 79          | 80e  |

##### Slalom
| Athlète       | Épreuve | Temps final   | Temps sur le 1er | Rang |
| ------------- | ------- | ------------- | ---------------- | ---- |
| Mourad Guerri | Slalom  | 1 min 32 s 76 | -                | DNF  |
| Allaoua Latef | Slalom  | 1 min 32 s 76 | -                | DNF  |

#### Femmes
| Athlète          | Épreuve      | Temps final   | Temps sur le 1er | Rang |
| ---------------- | ------------ | ------------- | ---------------- | ---- |
| Nacera Boukamoum | Super G      | 1 min 56 s 07 | 34 s 85          | 48e  |
| Nacera Boukamoum | Slalom Géant | 3 min 4 s 46  | 51 s 72          | 42e  |